# Aston on Clun
Aston on Clun – wieś w Anglii, w hrabstwie Shropshire. Leży 33 km na południe od miasta Shrewsbury i 216 km na północny zachód od Londynu.